# Pinacoteca Nunzio Sciavarrello
Die Pinacoteca Nunzio Sciavarrello (auch Pinacoteca Sciavarrello) ist ein Kunstmuseum in Bronte auf Sizilien, das vor allem Gemälde italienischer Künstler und Künstlerinnen aus dem 20. Jahrhundert zeigt. Die Pinakothek ist im Gebäudekomplex des Collegio Capizzi untergebracht und ist eines der bedeutendsten Museen zeitgenössischer Kunst in Süditalien.

## Geschichte

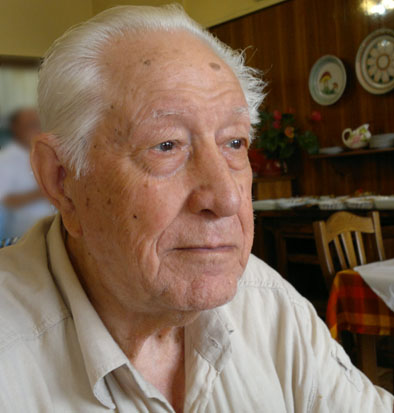
Der Stifter des Museums Nunzio Sciavarrello

Nunzio Sciavarrello wurde 1918 in Bronte geboren und verbrachte hier einen Großteil seines Lebens. Als Maler, Graveur und Szenograf war er eine prägende und einflussreiche Figur im italienischen Kunstleben des 20. Jahrhunderts. 1958 gehörte er zu den Gründern des Teatro Stabile in Catania, 1967 gründete er die Kunsthochschule (Accademia di belle arti) von Catania und amtete bis 1988 als deren Rektor. Im Verlauf seines Lebens legte er eine umfangreiche Sammlung zeitgenössischer Kunst an, die er 2001 seiner Geburtsstadt schenkte. Nach vielen administrativen Auseinandersetzungen konnte sie am 10. Oktober 2010 in den Räumlichkeiten des Collegio Capizzi der Öffentlichkeit zugänglich gemacht werden. Sciavarrello verstarb 2013 in Catania.

## Sammlung

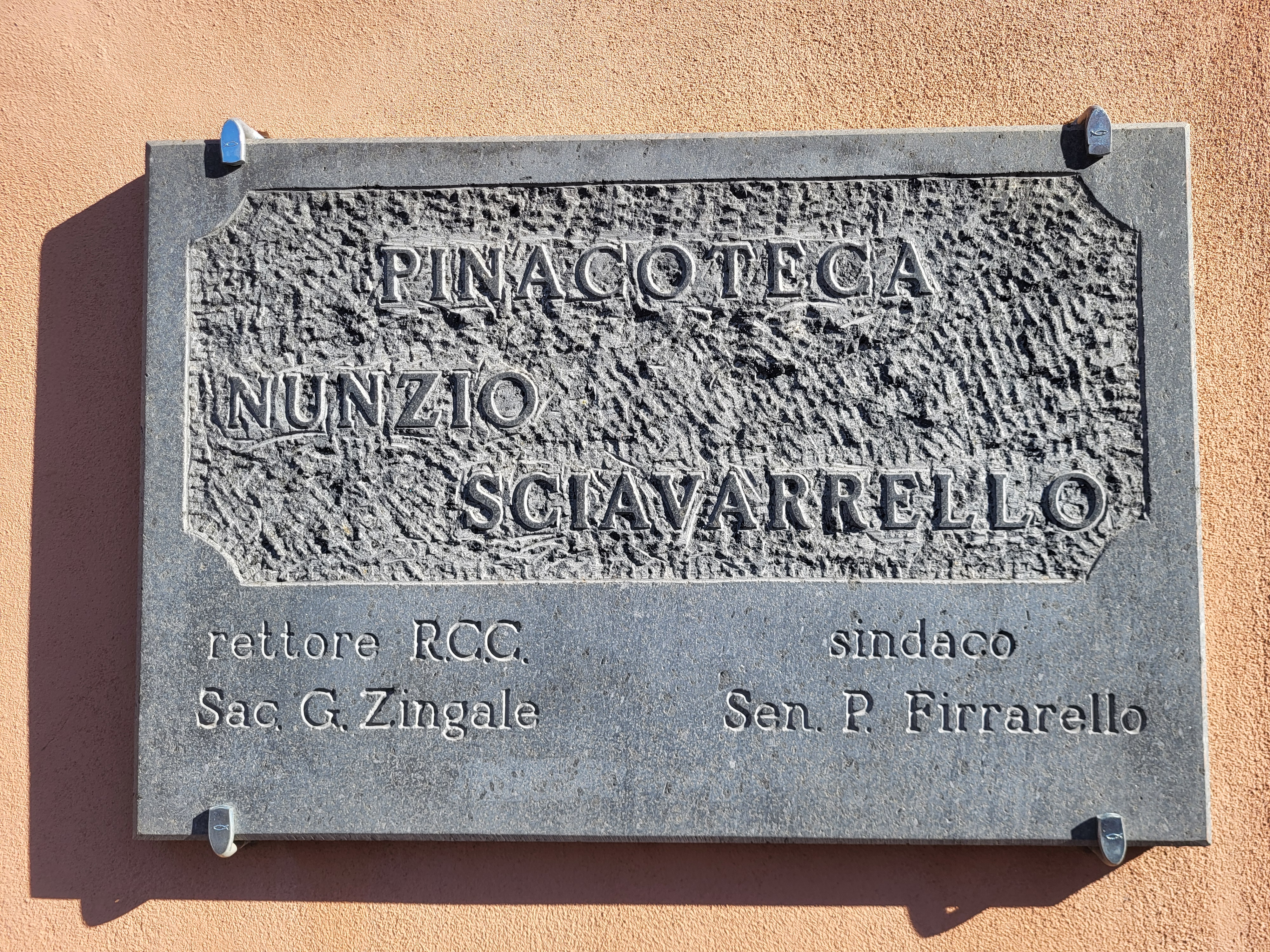
Tafel am Eingang

Die Sammlung umfasst (ohne die Grafiken) über 350 Werke, von denen etwa 150 ausgestellt sind. Ein Schwerpunkt gilt sizilianischen Künstlern, insbesondere aus dem Raum des Ätna. Von Sciavarrello selbst sind drei Gemälde zu sehen: Flug über dem Meer (1990), Das Meer (1992) und Der Friedensbogen (2002). Werke von über die Landesgrenzen hinaus bekannten Künstlern und Künstlerinnen sind unter anderem:
- Alessandro Abate: Figur (o. D.), Geigenspieler (1927)
- Giulio Turcato: Landschaft (1945)
- Filippo Scroppo: Dendriforme Synthese (1966)
- Salvatore Fiume: Komposition (1968), Der Meister und das Modell (1985)
- Carlo Levi: Porträt (o. D.)
- Ernesto Treccani: Mutterschaft (1980)
- Pericle Fazzini: Möwen (1981)
- Emilio Greco: Figur (1984)
- Remo Brindisi: Ich habe einen Mann gemacht (1984), Ein Mann (1984), Antlitz (1987)
- Mirella Bentivoglio: Alchimistische Eklipse (1986)
- Concetto Pozzati: Brotreste (1986)
- Emilio Isgrò: Unglückliches Rechteck (1987)
- Carla Accardi: Grünblau (1988)
- Getulio Alviani: Spiegelbilder (1988)
- Bruno Ceccobelli: Rosamadre (1988)
- Claudio Olivieri: Komposition (1994)
- Umberto Mastroianni: Selbstporträt (1995)

### Gemälde zum Massaker von Bronte
Nunzio Sciavarrello initiierte in den 1980er Jahren ein Projekt, mit welchem dem Massaker von Bronte 1860 gedacht werden sollte. Er bat einige der bedeutendsten italienischen Maler der Zeit, ein Werk zu diesem Stoffkomplex einzusenden, und legte dem Einladungsschreiben jeweils eine Kopie von Giovanni Vergas Erzählung Freiheit (1882) bei, welche die tragischen Ereignisse des Bauernaufstands und der nachfolgenden von Nino Bixio verfügten Hinrichtungen schildert. Die erhaltenen Werke stellte er 1988 unter dem Titel „Von Giovanni Vergas Erzählung oder der Unterdrückung inspirierte Gemälde und Zeichnungen italienischer Meister“ im Castello dei Nelson in Bronte aus. Einige davon befinden sich heute in der Pinacoteca Sciavarrello, darunter:
- Quinto Ghermandi: Bronte. Ein Blutfleck im Himmel… (1986)
- Pietro Annigoni: Die Bauern (1987)
- Agenore Fabbri: Die Freiheit (1988)
- Emilio Greco: Taube und Möwen (1989)
- Ernesto Treccani: Die Freiheit (1989)